# Gessate (métro de Milan)
Pour les articles homonymes, voir Gessate (homonymie).
Gessate est une station de la ligne 2 du métro de Milan. Terminus de la branche nord-est de la ligne, la station est située sur le territoire communal de Gessate.